# Mateusz Kościukiewicz
Mateusz Kościukiewicz (ur. 1 maja 1986 w Nowym Tomyślu) – polski aktor filmowy i teatralny.

## Życiorys

### Młodość
Wychował się w Nowym Tomyślu, gdzie uczęszczał do Zespołu Szkół Ogólnokształcących i Policealnych im. M. Kopernika. Studiował w krakowskiej Państwowej Wyższej Szkole Teatralnej.

### Kariera
Wykonał kilka piosenek do filmu Wszystko, co kocham (2009), w którym zagrał główną rolę. W 2010 r. został laureatem Nagrody im. Zbyszka Cybulskiego za rolę w filmie Matka Teresa od kotów. W 2015 r. wraz z Maciejem Bochniakiem napisał scenariusz do ich wspólnego filmu Disco polo, w którym także zagrał. W 2017 r. wcielił się w rolę Krystiana Bali w filmie Amok. W 2018 r. został nominowany do nagrody „Róże Gali” za rolę w filmie Twarz. W lutym 2019 r. wziął udział w projekcie Anji Rubik, nagrywając audiobooka pt. Sexedpl.

## Życie prywatne
W 2011 r. ożenił się z reżyserką Małgorzatą Szumowską, z którą ma córkę Alinę.

## Filmografia
Jako aktor:
| Rok       | Tytuł                      | Rola                                    | Uwagi                                                                                           |
| --------- | -------------------------- | --------------------------------------- | ----------------------------------------------------------------------------------------------- |
| 2006      | Kryminalni                 | Igor, chłopak Pauli (odcinek: 58)       | serial telewizyjny, reżyseria: Ireneusz Engler                                                  |
| 2006      | Fala zbrodni               | Sebastian (odcinek: 77)                 | serial telewizyjny, reżyseria: Filip Zylber                                                     |
| 2007      | Nightwatching              | Herman                                  | film sensacyjny, reżyseria: Peter Greenaway                                                     |
| 2008      | Kryminalni                 | Norbert (odcinek: 92)                   | serial telewizyjny, reżyseria: Maciej Pieprzyca                                                 |
| 2008      | Senność                    | wyrostek                                | film psychologiczny, reżyseria: Magdalena Piekorz                                               |
| 2009      | Wszystko, co kocham        | Janek                                   | film obyczajowy, reżyseria: Jacek Borcuch                                                       |
| 2009      | Tatarak                    | brydżysta                               | film dramatyczny, reżyseria: Andrzej Wajda                                                      |
| 2010      | Szelest                    | Borys                                   | etiuda, reżyseria: Leszek Korusiewicz                                                           |
| 2010      | Matka Teresa od kotów      | Artur Bielicki                          | film dramatyczny, reżyseria: Paweł Sala                                                         |
| 2011–2012 | Bez tajemnic               | Janek Wolski                            | serial telewizyjny, reżyseria: Anna Kazejak, Jacek Borcuch                                      |
| 2011      | Sala samobójców            | Jasper (głos)                           | thriller, reżyseria: Jan Komasa                                                                 |
| 2012      | Bez wstydu                 | Tadek                                   | film psychologiczny, reżyseria: Filip Marczewski                                                |
| 2012      | Bejbi blues                | Seba                                    | dramat, reżyseria: Katarzyna Rosłaniec                                                          |
| 2013      | Wałęsa. Człowiek z nadziei | Krzysiek                                | film biograficzny, reżyseria: Andrzej Wajda                                                     |
| 2013      | W imię...                  | Łukasz „Dynia”                          | film dramatyczny, reżyseria: Małgorzata Szumowska                                               |
| 2013      | Bilet na Księżyc           | Antoni Sikora                           | film komediowo-dramatyczny, reżyseria: Jacek Bromski                                            |
| 2013      | Baczyński                  | Krzysztof Kamil Baczyński               | dokument fabularyzowany, reżyseria: Kordian Piwowarski                                          |
| 2015      | Disco polo                 | 3 role: przewoźnik, kierowca, prezenter | film komediowy, reżyseria: Maciej Bochniak                                                      |
| 2015      | Elixir                     | Louis                                   | film dramatyczny, reżyseria: Broddie Higgs                                                      |
| 2015      | Francesco                  | Franciszek z Asyżu                      | serial telewizyjny, reżyseria: Liliana Cavani                                                   |
| 2015      | Panie Dulskie              | Zbyniu                                  | film komediowy, reżyseria: Filip Bajon                                                          |
| 2015      | 11 minut                   | były chłopak dziewczyny z psem          | thriller, reżyseria: Jerzy Skolimowski                                                          |
| 2017      | Amok                       | Krystian Bala                           | film noir, reżyseria: Kasia Adamik                                                              |
| 2017      | Gwiazdy                    | Jan Banaś                               | film biograficzny, reżyseria: Jan Kidawa-Błoński                                                |
| 2017      | Najlepszy                  | Andrzej                                 | film biograficzny, reżyseria: Łukasz Palkowski                                                  |
| 2018      | Twarz                      | Jacek                                   | film dramatyczny, reżyseria: Małgorzata Szumowska                                               |
| 2018      | 25 km/h                    | Adam                                    | film drogi, reżyseria: Markus Goller                                                            |
| 2018      | Diagnoza                   | Paweł Wilecki                           | serial telewizyjny, reżyseria: Maciej Bochniak                                                  |
| 2018      | 1983                       | Kamil Zatoń                             | serial Netflixa, reżyseria: Agnieszka Holland, Kasia Adamik, Agnieszka Smoczyńska, Olga Chajdas |
| 2019      | Solid Gold                 | Solarz                                  | film sensacyjny, reżyseria: Jacek Bromski                                                       |
| 2019      | The Informer               | Staszek                                 | film kryminalny, reżyseria: Andrea Di Stefano                                                   |
| 2019      | Żużel                      | Riczi                                   | film sportowy, reżyseria: Dorota Kędzierzawska                                                  |
| 2020      | Orzeł. Ostatni patrol      | porucznik Andrzej Piasecki "Pablo"      | film wojenny, reżyseria: Jacek Bławut                                                           |
| 2020      | Magnezja                   | Albin Hudini                            | komedia sensacyjna, reżyseria: Maciej Bochniak                                                  |
| 2020      | Mare                       | Piotr                                   | film dramatyczny, reżyseria: Andrea Staka                                                       |
| 2021      | Gorzko, gorzko             | Tomek                                   | komedia romantyczna, reżyseria: Tomasz Konecki                                                  |
| 2022      | IO                         | Mateo                                   | film dramatyczny, reżyseria: Jerzy Skolimowski                                                  |
| 2023      | Święty                     | Andrzej Baran                           | kryminał, reżyseria: Sebastian Buttny                                                           |
| od 2023   | Bracia                     | Alek Dobrowolski                        | serial obyczajowy, reżyseria: Maciej Migas                                                      |
| 2023      | Uśmiech losu               | Andrzej                                 | film obyczajowy, reżyseria: Andrzej Jakimowski                                                  |
| 2023      | Dowbusz                    | pułkownik Przełuski                     | film historyczny, reżyseria: Ołeś Sanin                                                         |
| 2025      | Wzgórze psów               | Mikołaj Głowacki                        | Ekranizacja powieści Jakuba Żulczyka, reżyseria: Piotr Domalewski                               |

Jako scenarzysta:
- 2015: Disco polo
- 2020: Magnezja

Jako producent:
2015: Body/Ciało

## Role teatralne
- 2007: Klątwa, reżyseria: Anna Polony (teatr PWST Kraków)
- 2008: Rodzinny show, reżyseria: Maciej Pieprzyca (Teatr TV TVP)
- 2010: Koniec, reżyseria: Krzysztof Warlikowski (Nowy Teatr w Warszawie)
- 2011: Dolina nicości, reżyseria: Wojciech Tomczyk (Teatr TV TVP)

## Nagrody
- 2011: Nagroda Polskiej Akademii Filmowej za odkrycie roku za rolę w filmie Wszystko, co kocham
- 2011: Nagroda Polskiej Akademii Filmowej (nominacja) za główną rolę męską w filmie Wszystko, co kocham
- 2010: Nagroda „Odkrycie Festiwalu” na XVII Ogólnopolski Festiwal Sztuki Filmowej „Prowincjonalia” za rolę Janka w filmie Wszystko, co kocham[9]
- 2010: Nagroda im. Zbyszka Cybulskiego za rolę Artura w filmie Matka Teresa od kotów[10]
- 2010: Nagroda za najlepszą rolę męską w filmie Matka Teresa od kotów – 45 Międzynarodowy Festiwal Filmowy w Karlowych Warach[11]
- 2013: Nominacja „Złoty Szczeniak” za drugoplanową rolę męską w filmie W imię...[12]
- 2013: Nagroda 17 edycji Shooting Stars 2014. Aktor znalazł się w elitarnym gronie 10 najzdolniejszych europejskich aktorów młodego pokolenia[13]
- 2018: Nagroda dla najlepszego aktora za rolę Jacka w filmie Twarz na Międzynarodowym Festiwalu Kina Niezależnego Netia Off Camera w Krakowie[14]
- 2023: Nagroda Polskiej Akademii Filmowej Orły 2023 (nominacja) za drugoplanową rolę męską w filmie IO